# Ole Stenen
Pour les articles homonymes, voir Stenen.
Ole Stenen, né le 29 août 1903 à Øyer et mort le 23 avril 1975 à Oslo, est un fondeur et coureur norvégien du combiné nordique.

## Biographie
Originaire d'Øyer, il est postier de profession et skie pour le club local.
En 1928, il devient champion de Norvège de combiné, mais il n'est pas sélectionné dans cette discipline pour les Jeux olympiques de Saint-Moritz. Il participe cependant à l'épreuve de ski militaire qu'il remporte avec l'équipe de Norvège, mais sans médaille à la clé car la discipline est, contrairement à 1924, classée en démonstration. Il prend sa revanche en 1929, où il participe aux Championnats du monde de Zakopane, décrochant la médaille d'argent en combiné, derrière Hans Vinjarengen.
En 1931, il effectue sa meilleure saison, devenant champion du monde à Oberhof sur le cinquante kilomètres, distance sur laquelle il s'impose aussi au Festival de ski de Holmenkollen et gagne son deuxième titre de champion de Norvège de combiné. Il reçoit ainsi la Médaille Holmenkollen.
En 1932, il obtient la médaille d'argent sur l'épreuve de combiné nordique des Jeux olympiques de Lake Placid, à nouveau derrière Johan Grøttumsbråten. Il se classe par ailleurs huitième de l'épreuve des 18 km en ski de fond.
Les Championnats du monde de ski nordique 1934 sont sa dernière compétition majeure. Il termine quatrième du combiné nordique et septième du cinquante kilomètres.

## Palmarès

### Jeux olympiques
| Épreuve / Édition | Lake Placid 1932                   |
| Combiné nordique  | Médaille d'argent, Jeux olympiques |
| Ski de fond 18 km | 8e                                 |
| Ski de fond 50 km | Abandon                            |

### Championnats du monde
| Épreuve / Édition | Zakopane 1929                     | Oslo 1930 | Oberhof 1931                  | Sollefteå 1934 |
| Combiné nordique  | Médaille d'argent, Coupe du Monde |           | 7e                            | 4e             |
| Ski de fond 18 km |                                   | 15e       | 8e                            | 29e            |
| Ski de fond 50 km | 9e                                |           | Médaille d'or, Coupe du Monde | 7e             |